# Editorial Universitaria de Buenos Aires
La Editorial Universitaria de Buenos Aires –o Eudeba (por su nombre comercial)– es la editorial universitaria de la Universidad de Buenos Aires (UBA) y la mayor de su tipo en la Argentina. Comenzó a funcionar el 28 de junio de 1958 bajo un propósito claro: llegar a todos los sectores sociales posibles a través de publicaciones de calidad a precios accesibles.

## Historia

### Orígenes de la editorial

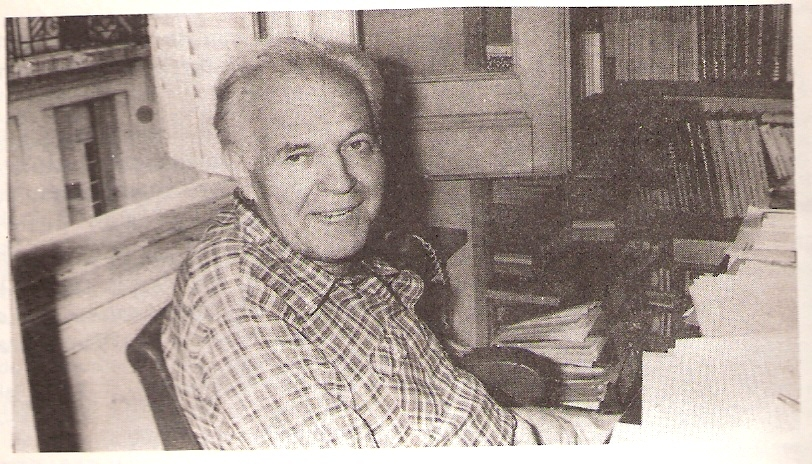
José Boris Spivacow en 1980 en la revista «Pájaro de fuego».

En 1955 se creó el Departamento Editorial de la Universidad de Buenos Aires, que tomó a su cargo la publicación de la Revista de la Universidad de Buenos Aires, que había sido creada en 1904, e inició la publicación de una serie de libros de agronomía y veterinaria, ciencias económicas, derecho y ciencias sociales, filosofía y letras.
En este segundo aspecto el Departamento fue sustituido en junio de 1958, por iniciativa del rector de la Universidad de Buenos Aires Risieri Frondizi, por la Editorial Universitaria de Buenos Aires o EUDEBA por sus siglas, que al principio fue una sociedad del Estado, y luego devino en sociedad de economía mixta. Al comienzo de sus operaciones, la universidad contaba con el 99% de las acciones del sello editorial y el 1% restante correspondía a aportes privados.
El primer directorio de EUDEBA estuvo conformado por José Babini como presidente, Guillermo Ahumada como vicepresidente, Humberto Ciancaglini como secretario, José Luis Romero, Alfredo Lanari, Telma Reca de Acosta e Ignacio Winizky como vocales, y Enrique Silberstein como síndico. Su primer gerente general fue Boris Spivacow y la primera secretaria general y luego subgerenta fue Mirian Polak.
A partir de 1959 la editorial inició una extensa labor, hacia fines de 1961 había publicado más de ciento cincuenta títulos.
Y en 1965 contaba con:
- 830 distribuidoras y librerías que ofrecían el material de EUDEBA;
- 103 puestos de diarios y revistas;
- 40 stands instalados en facultades de todo el país;
- 41 kioscos callejeros;
- 7 kioscos en hospitales;
- 65 concesionarios en todo el país;
- 40 vendedores a crédito;
- 35 comisionistas;
- 2 librerías propias.

Además contaba con una sucursal en Chile y distribuidoras y librerías que cubrían América Latina, España, Estados Unidos, Francia, Alemania, Japón e Israel. Hacia 1966, la editorial ya contaba con doscientos empleados de planta estable y trescientos colaboradores free lance.
En 1966, durante la intervención del capitán de navío Francisco Suárez Battán, se le solicita al gerente administrativo-financiero que destruya toda la documentación anterior a 1966 y se destruyen entonces las actas de la editorial.

### El golpe de Estado de 1966
El 17 de junio de 1966 Juan Carlos Onganía derroca al gobierno democrático de Arturo Illia y se inicia así un período aciago para la historia universitaria argentina. El 28 de junio de ese mismo año, la Universidad de Buenos Aires emite un comunicado denunciando públicamente el golpe de Estado y llamando a los docentes universitarios a defender el gobierno académico y la autonomía universitaria. Un mes más tarde, el 28 de julio, se produce la llamada Noche de los Bastones Largos, donde la policía reprimió con dureza a los estudiantes y profesores universitarios que se encontraban realizando una manifestación. La represión fue particularmente violenta en la Facultad de Filosofía y Letras y en la Facultad de Ciencias Exactas.
Luego de estos acontecimientos, casi 1400 profesores de distintas facultades decidieron renunciar en protesta a la represión. El 3 de agosto de 1966, Spivacow y el resto del directorio hacían lo propio, junto con casi la totalidad de los 200 empleados que conformaban la editorial. En mayo de 1966, la editorial había alcanzado a publicar su ejemplar número diez millones. Nunca ningún otro directorio volvió a durar la misma cantidad de años que el directorio compuesto por Boris Spivacow a la cabeza de la editorial. La carta de renuncia, presentada el 3 de agosto de 1966 por el personal de EUDEBA, sintetiza la experiencia de la editorial durante los ocho años de gestión de Spivacow, y se constituye también en un testimonio intelectual contra el golpe de Estado de Onganía:

Durante ocho años un grupo de hombres y mujeres argentinos realizó en un país convulsionado por cambios políticos y crisis económicas, la hazaña de permanecer unido y trabajar para que la cultura llegara a todas las capas sociales de la población. Durante ocho años millones y millones de libros fueron apareciendo para ayudar a estudiantes y estudiosos, para hacer conocer a jóvenes y no tan jóvenes la obra de otros argentinos, de otros hombres de América Latina, de otros hombres del mundo. Durante ocho años un libro costó menos que un kilo de pan, menos que un atado de cigarrillos, menos que una botella de vino común. Durante ocho años miles de ojos vieron por primera vez pinturas y dibujos que los maravillaron. Durante ocho años el pueblo argentino se sintió orgulloso de sus escritores, de sus artistas, de sus pensadores, del prestigio de una empresa que con un capital pequeño en relación con su obra, sin subsidios, sin grandes alharacas representaba como ninguna en el exterior a su propia patria. ¿Cómo pudo surgir y desarrollarse lo que para todo el país y para todo el mundo fue un fenómeno cultural sin precedentes? Pudo surgir y pudo desarrollarse porque fue el producto de una Universidad nueva, de una Universidad sin cuello duro, de una Universidad abierta a todos los vientos y puesta al servicio de todo el país. Una Universidad que entregaba al pueblo que la sostenía una de las más antiguas y poderosas herramientas: el libro. Hoy, esta Universidad no existe. Sus profesores han sido golpeados y humillados, sus estudiantes apaleados, cerrados sus aulas y laboratorios. Sin autoridades surgida de su propio seno, sin cuerpos colegiados que discutan sus propios problemas, ¿qué Universidad se pretende crear? ¿La Editorial de qué Universidad será EUDEBA? ¿Es este el clima para pensar, para producir, para publicar? Creemos que no. Creemos que hasta tanto no existan las mismas condiciones que hicieron posible su florecimiento, EUDEBA no será la misma. Por eso nos vamos. Los abajo firmantes, equipo directivo de EUDEBA, y quienes colaboraron con ese equipo que logró que EUDEBA publicase un libro por día y once millones de libros en 2920 días reafirman su decisión y su convicción de volver cuando la Universidad de Buenos Aires, orgullo de la Argentina y de toda América, vuelva a quienes legítimamente deben dirigirla. Conmovidos, agradecen a todos y cada uno de los que siempre los ayudaron, los acompañaron, los animaron. A todos los que, en grandes ciudades o perdidos pueblos, han sentido que EUDEBA era de ellos, un pedazo de su esfuerzo, la realización de una esperanza.

Tras la intervención militar, Spivacow funda el Centro Editor de América Latina, que seguirá una línea editorial muy parecida a la de EUDEBA pergeñada por él: libros de calidad y de bajo costo.
A partir de ese momento, la junta directiva de la editorial se vacía y quedan sólo dos directores: Jorge Mayer y César Augusto Villamayor, quien es nombrado gerente general. En 1967, Villamayor renuncia y asume Koremblit.

### Golpe de Estado de 1976
El 25 de marzo de 1976, un día después de iniciada la última Dictadura cívico-militar argentina, Eudeba fue intervenida y se hizo cargo de su conducción el capitán de navío Francisco Suárez Battán, quien ingresó armado, junto a dos suboficiales, a las oficinas de la editorial. Este interventor llevó adelante la elaboración de un plan editorial, decidiendo qué libros podían reimprimirse y qué libros debían ser sacados de circulación.  
A través del memo N° 38, del 22 de junio de 1976, fueron censurados quince libros del catálogo editorial, que fueron retirados de la venta y colocados en el sótano. Estos son: "El uruguay y la política internacional del Río de la Plata", de Eduardo Haedo; "Manuel Ugarte, una biografía en dos tomos" de Noberto Galasso; "De la economía social justicialista al régimen liberal capitalista", de Antonio Cafiero; "La batalla de Panamá", de Omar Torrijos; "La revolución peruana", de Juan Velazco Alvarado; "Neocapitalismo y comunicación de masas", de Heriberto Muraro; "La dominación imperialista en Argentina", de Carlos María Vilas; "Dependencia y empresas multinacionales", de Salvador María Lozada; "Montoneras y caudillos en la historia argentina", de Atilio García Mellid; "Bases históricas de la doctrina nacional", de Eduardo Artesano; "Santa Cruz, realidad y futuro", de Horacio Raúl Lafuente; "Los derechos constitucionales del trabajador", de Daniel E. Rudi; "El presidente colgado", de Augusto Céspedes; "Metal del diablo", de Augusto Céspedes y "La misión Ponsonby", de Luis Alberto Herrera.Ese mismo año, un grupo de tareas bajó al depósito de la editorial y se llevó "secuestrados" unos 90.000 libros que formaban parte del gran catálogo de la editorial. Estos libros nunca fueron recuperados.
Empleados de Eudeba fueron detenidos desaparecidos, entre sus nombres se encuentran Carlos Alberto Pérez y Françoise Marie Dauthier.

### Del 2000 en adelante

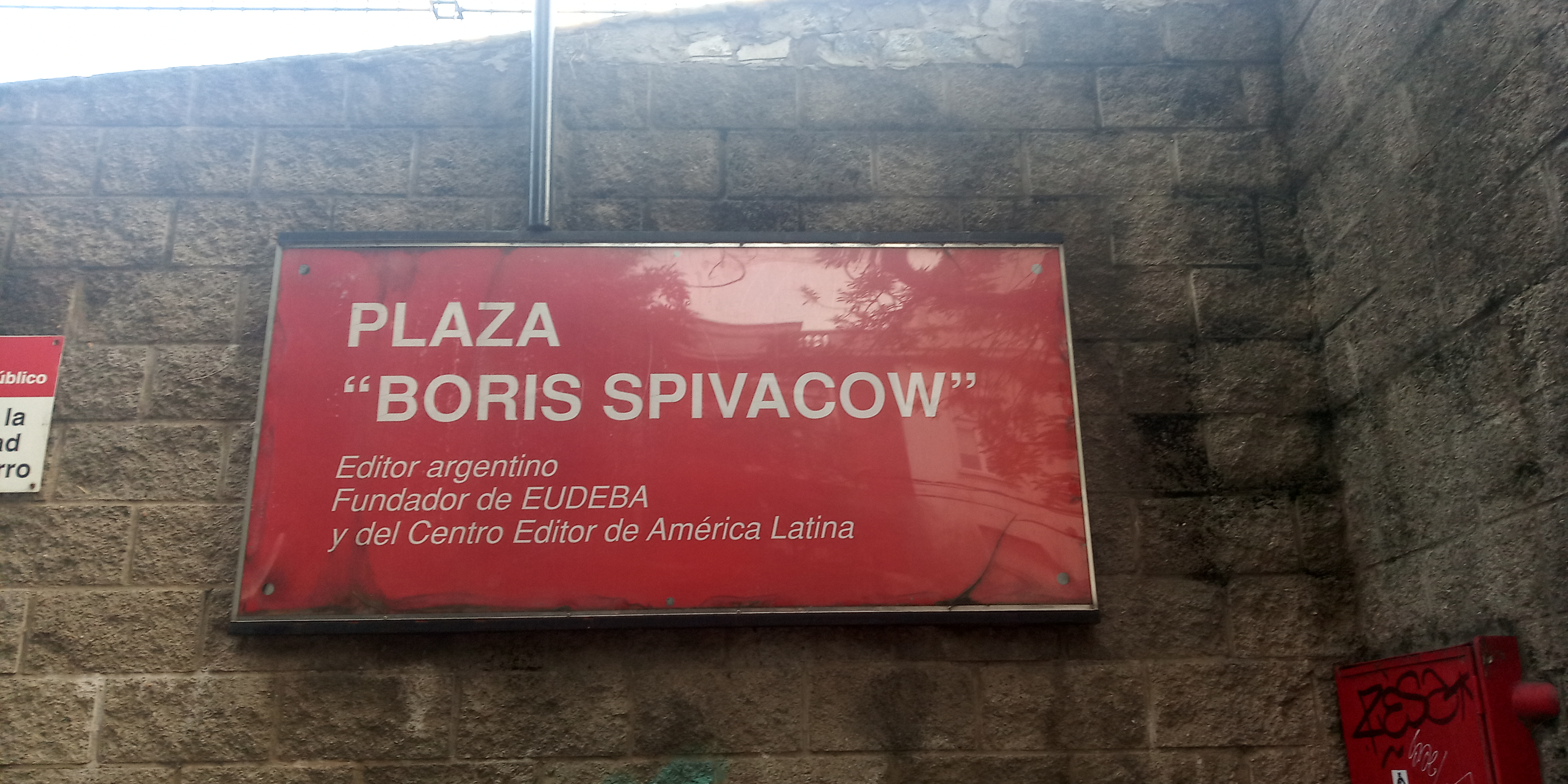
En las inmediaciones de la biblioteca nacional de la Argentina existe una plaza llamada como el fundador de la editorial en su honor.

Hacia el año 2008 es totalmente autofinanciable y publica libros para la mayoría de las carreras cursadas en la UBA, así como de interés para el público en general. Cuenta con un catálogo de más de 700 títulos que se distribuyen en todos los países de habla hispana. Este catálogo cubre las distintas áreas del conocimiento y atiende las distintas necesidades de formación, investigación y divulgación, para gente de todas las edades.
En mayo de 2009, durante la 35º Feria Internacional del Libro de Buenos Aires, presentó la colección de fascículos "Enseñar mejor", realizada en forma conjunta con la editorial Ediba, destinada para docentes de la escuela media. De esta manera retornó a los kioscos de diarios de la Argentina.
En esa misma feria presentó los títulos de investigación del programa UBACyT (programa que consiste en proyectos de investigación acreditados y financiados por la UBA).
En diciembre de 2010 inauguró, en la avenida Corrientes 2038, junto al Centro Cultural Ricardo Rojas y el Cine Cosmos, su primera librería desde la década de 1960, con todos los títulos del catálogo de la editorial, y títulos de las editoriales más importantes del país.
Durante 2010, Eudeba publicó 80 novedades, más otras tantas reimpresiones. En el último período, ha aumentado su participación en el mercado editorial nacional e internacional editando en México varios títulos de sus 16 colecciones.
En septiembre de 2011 se inauguró en la nueva sede de la Facultad de Ciencias Sociales otro local, continuando con la expansión de la editorial y agregando la venta de libros  electrónicos de sus ediciones en papel.
En el junio de 2018, en su 60 aniversario, Eudeba reinauguró su librería central ubicada en Rivadavia al 1500, ampliándose de 40 metros cuadrados a 140.En 2023 se inauguró una nueva librería en la planta baja del Centro Cultural Kirchner.